# 1. Lig 1969-70
La 1. Lig 1969-70 fue la 12.ª temporada del fútbol profesional en Turquía.

## Tabla de posiciones
|     | Equipo           | PJ | PG | PE | PP | GF | GC | DG  | Pts | Notas                               |
| --- | ---------------- | -- | -- | -- | -- | -- | -- | --- | --- | ----------------------------------- |
| 1.  | Fenerbahçe       | 30 | 17 | 10 | 3  | 31 | 6  | +25 | 44  | Copa de Campeones de Europa 1970-71 |
| 2.  | Eskişehirspor    | 30 | 14 | 9  | 7  | 46 | 26 | +20 | 37  | Copa de Ferias 1970-71              |
| 3.  | Altay            | 30 | 13 | 10 | 7  | 27 | 17 | +10 | 36  | Copa de los Balcanes 1971           |
| 4.  | Mersin           | 30 | 12 | 12 | 6  | 32 | 27 | +5  | 36  |                                     |
| 5.  | Göztepe AŞ       | 30 | 12 | 11 | 7  | 33 | 29 | +4  | 35  | Recopa de Europa 1970-71            |
| 6.  | Samsunspor       | 30 | 11 | 9  | 10 | 24 | 28 | -4  | 31  |                                     |
| 7.  | Bursaspor        | 30 | 10 | 10 | 10 | 26 | 20 | +6  | 30  |                                     |
| 8.  | Galatasaray      | 30 | 10 | 10 | 10 | 27 | 21 | +6  | 30  |                                     |
| 9.  | Beşiktaş         | 30 | 10 | 10 | 10 | 26 | 26 | 0   | 30  |                                     |
| 10. | İstanbulspor     | 30 | 10 | 9  | 11 | 30 | 27 | +3  | 29  |                                     |
| 11. | MKE Ankaragücü   | 30 | 7  | 13 | 10 | 19 | 23 | -4  | 27  |                                     |
| 12. | Ankara Demirspor | 30 | 6  | 14 | 10 | 25 | 31 | -6  | 26  |                                     |
| 13. | Vefa             | 30 | 7  | 11 | 12 | 19 | 28 | -9  | 25  |                                     |
| 14. | Türk Telekomspor | 30 | 7  | 11 | 12 | 21 | 34 | -13 | 25  |                                     |
| 15. | Gençlerbirliği   | 30 | 7  | 8  | 15 | 17 | 33 | -16 | 22  | Descendido a la 2. Lig              |
| 16. | Altınordu AŞ     | 30 | 5  | 17 | 18 | 16 | 43 | -27 | 17  | Descendido a la 2. Lig              |

|                                   |
| Campeón Fenerbahçe SK 6.to título |